# Kamen Rider W
Kamen Rider W (jap. 仮面ライダーW（ダブル） Kamen Raidā Daburu; albo Kamen Rider Double) – japoński serial tokusatsu, dwudziesta odsłona serii Kamen Rider. Serial został stworzony przez Toei Company. Emitowany był na kanale TV Asahi od 6 września 2009 do 29 sierpnia 2010 roku, liczył 49 odcinków.
W zastąpił serial Kamen Rider Decade w drugiej połowie 2009 roku. Jest to drugi taki przypadek w historii cyklu, że dwie serie zaczynają się w tym samym roku (pierwszym były serie X i Amazon w 1974). Ponadto zostało potwierdzone, że serial dzieje się w tej samej rzeczywistości do Kuuga, Agito oraz wszystkie serie z epoki Shōwa. Serial jest zaliczany jako pierwszy z tzw. Nowej Serii Heisei, czyli seriali o Riderach emitowanych od zakończenia Decade'a. 
Sloganem serialu jest "My dwaj jesteśmy jednym Kamen Riderem." (jap. 俺達/僕達は二人で一人の仮面ライダーさ。 Oretachi/Bokutachi wa futari de hitori no Kamen Raidā sa.)

## Opis fabuły
Akcja serialu dzieje się w fikcyjnym, proekologicznym mieście zwanym Fūto (jap. 風都). Ludzie żyją tu w pokoju i harmonii, jednak za ich plecami kryje się mafia rządzona przez rodzinę Sonozaki. Jej działalność polega na sprzedaży kryminalistom tajemniczych urządzeń-dopalaczy zwanych Pamięcią Gaia. Osobnik taki dzięki niej może przemienić się w potwora zwanego Dopantem, rosnąć w siłę i siać terror. Z drugiej jednak strony Pamięć Gaia zawiera toksynę powodującą u użytkownika niekontrolowany szał bojowy, przez co nie da się go powstrzymać.
Po śmierci swojego szefa w walce z mafią Sonozaki, młody detektyw Shōtarō Hidari wraz z tajemniczym Filipem, który posiada prawdziwą i nieskazitelną Pamięć Gaia starają się we dwóch walczyć z mafią, potworami i obrotem nielegalnymi dopalaczami jako Kamen Rider Double.

## Postaci pozytywne

### Riderzy
- Kamen Rider Double (仮面ライダーダブル Kamen Raidā Daburu)
  - Shōtarō Hidari (jap. 左 翔太郎 Hidari Shōtarō) - główny bohater serialu, lewa połowa i ciało Double'a. Shōtarō to młody detektyw pracujący w agencji detektywistycznej Narumi, którą prowadzi po śmierci jego mistrza Sōkichiego Narumiego. Za swój cel życiowy postawił sobie ochronę swojego rodzinnego Fūto. By uczcić swojego mentora nosi na głowie fedorę i ubiera się w stylu lat trzydziestych. Czyta dużo książek detektywistycznych i stara się być detektywem hardboiled, który nie tylko rozwiązuje zagadki kryminalne, ale również sam stawia czoła przestępcom. Niestety nie zawsze mu się to udaje i jest nazywany detektywem halfboiled (ugotowanym w połowie). Podczas Nocy Początku Shōtarō poznaje Filipa i wraz z nim staje się Doublem po raz pierwszy.
  - Filip (jap. フィリップ Firippu) - wspólnik Shōtarō, prawa połowa i dusza Double'a. Filip jest tajemniczym nastolatkiem, który z niewiadomych początkowo powodów ma możliwość dostępu do Biblioteki Ziemskiej - miejsca, w którym znajduje się cała pamięć planety. Nie zna on swej przeszłości ani prawdziwego nazwiska, a swój pseudonim otrzymał od Sōkichiego Narumiego. Chce on poznać prawdę o sobie. Od Nocy Początku Filip mieszka w agencji Narumiego i pomaga Shōtarō rozwiązywać sprawy kryminalne. Ma dużą ciekawość do otaczającego go świata oraz zdolności techniczne.

- Ryū Terui (jap. 照井竜 Terui Ryū) / Kamen Rider Accel (jap. 仮面ライダーアクセル Kamen Raidā Akuseru) - oficer policji, zwierzchnik Jinno i Makury, który jest szefem wydziału zajmującego się  Dopantami. Zdecydował się dołączyć do policji po śmierci swojej rodziny, która została zabita przez Dopanta używającego Pamięci Gaia z literą W. Podczas swojego debiutu w 19 odcinku otrzymał on od Shroud system Accela i stał się drugim Riderem chroniącym Fūto. Podobnie jak Shroud Terui pała żądzą zemsty i wyrównania rachunków z mordercą swojej rodziny. Początkowo podchodzi niechętnie do Shōtarō i Filipa, z czasem jednak zaczyna częściej przebywać w agencji Narumi.

- Sōkichi Narumi (jap. 鳴海荘吉 Narumi Sōkichi) / Kamen Rider Skull (jap. 仮面ライダースカル Kamen Raidā Sukaru) - ojciec Akiko, dawny szef i mentor Shōtarō. Był również starym przyjacielem Shroud od której to podczas świąt Bożego Narodzenia rok przed akcją dostał zlecenie likwidacji organizacji przestępczej zwanej Muzeum i pomocy jej w zemście na jej mężu za śmierć syna. Narumi był dla Shōtarō namiastką ojca i starał się nauczyć go swojego fachu najlepiej jak potrafił, gdyż widział w chłopaku potencjał. W Noc Początku zabiera go ze sobą do siedziby Muzeum by powstrzymać ich od dokonania kolejnego doświadczenia z Pamięciami Gaia. Narumi przemienia się w Skulla i walczy z Dopantami uwalniając tajemniczego chłopaka, którego nazwał Filipem. Narumi ponosi śmierć podczas pomocy Shōtarō i Filipowi w ucieczce, co prowadzi ostatecznie do pierwszej przemiany dwójki w Double'a.

### Wsparcie
- Akiko Narumi (jap. 鳴海亜樹子 Narumi Akiko) - główna postać żeńska, córka Sōkichiego, dawnego szefa Shōtarō, która przybyła z Osaki by przejąć agencję detektywistyczną po zmarłym ojcu. Jest osobą dość głośną, choć mającą dobre intencje. Uważa się za przełożoną Shōtarō i Filipa z racji bycia prawnym właścicielem agencji, jednak ma od nich mniejsze doświadczenie. Często uderza Shōtarō i innych klapkiem po głowie. Podkochuje się w Teruim.
- Mikio Jinno (jap. 刃野幹夫 Jinno Mikio) - starszy oficer dochodzeniowy policji Fūto, znajomy Shōtarō. Zawsze nosi przy sobie plastikową drapaczkę do pleców. Jinno jest naiwny i daje się wiele razy nabrać na tę samą sztuczkę. Po incydencie z Klejnoto Dopantem postanawia być nieco bardziej uważny po oczyszczeniu go z zarzutów. Jinno często konsultuje sprawy z Shōtarō, ale nie wie, że jest on Riderem.
- Shun Makura (jap. 真倉俊 Makura Shun) - młody wspólnik Jinno. Jest miły, ale naiwny i bardzo impulsywny. Często popełnia błędy w śledztwie prowadząc niepoprawne wnioskowanie bądź odgórnie oskarżając niewinnych. Nie przepada za Shōtarō, a niemalże każde spotkanie się dwójki kończy się sprzeczką wymagającą interwencji Jinno.
- Watcherman (jap. ウォッチャマン Wotchaman) - bloger noszący afro, jeden z informatorów Shōtarō. Interesuje się jedzeniem, co jest główną tematyką jego bloga.
- Święty Mikołaj (jap. サンタちゃん Santa-chan) - mężczyzna w stroju Świętego Mikołaja, kolejny informator Shōtarō. Zazwyczaj pracuje jako żywa reklama i rozdaje ludziom drobne prezenty, które czasem przydają się Shōtarō w rozwiązywaniu kłopotów jak np. talia kart do gry, która posłużyła pokonaniu Dopanta-oszusta.
- Queen i Elisabeth (jap. クイーンエとリザベス Kuīn to Erizabesu) - dwójka licealistek, informatorki Shōtarō odnośnie do młodzieży i szkół. Elizabeth podkochuje się w Filipie.
- Shroud (シュラウド Shuraudo) - tajemnicza, zamaskowana kobieta w czarnym kapeluszu i ciemnych okularach. Jej prawdziwa tożsamość to Fumine Sonozaki (園咲 文音 Sonozaki Fumine), która jest matką Saeko, Wakany i Filipa (choć on sam o tym nie wie), po którego śmierci opuściła rodzinę i dąży od tamtej pory do zemsty na swym mężu o spowodowanie śmierci syna. Była osobą, która dostarczyła w ręce Teruiego system Accela oraz osobą, która zleciła swojemu przyjacielowi Narumiemu zajęcie się sprawą Muzeum. Z racji jego śmierci prowadzenie jej kontynuuje Shōtarō. Shroud żyje swą zemstą do tego stopnia, że jest zdolna traktować innych jako swe narzędzia. Według niej idealnym wspólnikiem w walce dla Filipa jest nie Shōtarō, a Terui. Jednak kiedy ten ostatni dowiaduje się, że Shroud była zamieszana w śmierć jego rodziny z ręki Isaki zerwał z nią kontakt. Ponadto więź Filipa z Shōtarō wygrała, co doprowadziło Double'a do aktywacji formy Xtreme. Shroud wyjawia Filipowi prawdę o nim i o sobie a następnie ginie przy Wakanie, której pomogła dostać się do Biblioteki Ziemi. Ostatni raz widać ją gdy wraz ze swoją rodziną doprowadza do wskrzeszenia Filipa w ostatnim odcinku.

## Dopanty

### Muzeum
- Ryūbei Sonozaki (園咲 琉兵衛 Sonozaki Ryūbē)
- Saeko Sonozaki (園咲 冴子 Sonozaki Saeko)
- Wakana Sonozaki (園咲 若菜 Sonozaki Wakana)
- Mick (ミック Mikku)
- Kirihiko Sudō (須藤 霧彦 Sudō Kirihiko)
- Shinkurō Isaka (井坂 深紅郎 Isaka Shinkurō)

## Obsada
- Shōtarō Hidari/Kamen Rider Double: Ren Kiriyama
- Filip/Kamen Rider Double: Masaki Suda
- Akiko Narumi: Hikaru Yamamoto
- Mikio Jinno: Takeshi Nadagi
- Shun Makura: Shingo Nakagawa
- Watcherman: Nasubi
- Święty Mikołaj: Zennosuke Fukkin
- Queen: Tomomi Itano
- Elisabeth: Tomomi Kasai
- Sōkichi Narumi/Kamen Rider Skull: Kōji Kikkawa
- Ryū Terui/Kamen Rider Accel: Minehiro Kinomoto
- Ryūbei Sonozaki: Minori Terada
- Saeko Sonozaki: Ami Namai
- Wakana Sonozaki: Rin Asuka
- Kirihiko Sudō: Yuki Kimisawa
- Shroud: Naoko Kōda
- Shinkurō Isaka: Tomoyuki Dan
- Jun Kazu: Gong Teyu